# Kanton Rennes-Brequigny
Der Kanton Rennes-Brequigny war von 1982 bis 2015 ein französischer Wahlkreis im Arrondissement Rennes, im Département Ille-et-Vilaine und in der Region Bretagne. Der Wahlkreis umfasste Wohnquartiere im Süden der Stadt Rennes und das Geschäftsviertel Rennes-Südwest. Der Kanton Rennes-Brequigny lag im Zentrum des Départements Ille-et-Vilaine.

## Geschichte
Der Kanton entstand durch eine Reorganisation der Wahlkreise im Raum Rennes im Jahr 1982. 2015 wurde der Kanton aufgelöst.

## Politik
Der Kanton hatte bis zu seiner Auflösung folgende Abgeordnete im Rat des Départements:  
| Vertreter im conseil général des Départements | Vertreter im conseil général des Départements | Vertreter im conseil général des Départements |
| Amtszeit                                      | Name                                          | Partei                                        |
| --------------------------------------------- | --------------------------------------------- | --------------------------------------------- |
| 1982–2015                                     | François Richou                               | PS                                            |